# Boyne
Boyne (irl. Abhainn na Bóinne) – rzeka w Irlandii. Ma długość ok. 112 km. Uchodzi do Morza Irlandzkiego.
12 lipca 1690 roku (1 lipca według kalendarza juliańskiego) roku nad Boyne rozegrała się bitwa wojny o angielską sukcesję.